# كلود فاراجي
كلود فاراجي (بالفرنسية: Claude Faraggi)‏ ولد في 28 مايو 1942 وتوفى في 1991. وهو كاتب فرنسي. حصل على جائزة فيمينا الأدبية عام 1975.